# کارینا گونداگسازیان
کارینا هاروتیونی گونداگسازیان (ارمنی: Կարինա Հարությունի Գոնդագսազյան؛  ۸ سپتامبر ۱۹۸۸) یک بازیگر اهل ارمنستان است. وی بین سال‌های - تا - میلادی فعالیت می‌کرد.

## زندگی‌نامه
وی در ۸ سپتامبر ۱۹۸۸ در مسکو به دنیا آمد و از انستیتو تئاتری بوریس شچوکین (۲۰۱۱) فارغ‌التحصیل شد. 

## یادداشت
1. ↑  Բ․ Շչուկինի անվան թատերական ինստիտուտ